# Miomantis menelikii
Miomantis menelikii es una especie de mantis de la familia Mantidae.

## Distribución geográfica
Se encuentra en Somalia.